# Ясеник
45°55′ пн. ш. 17°03′ сх. д. / 45.92° пн. ш. 17.05° сх. д.
Ясеник (хорв. Jasenik) — населений пункт у Хорватії, в Б'єловарсько-Білогорській жупанії у складі громади Шандроваць.

## Населення
Населення за даними перепису 2011 року становило 55 осіб.
Динаміка чисельності населення поселення: